# شركة صناعة الكيماويات البترولية
شركة صناعة الكيماويات البترولية هي إحدى الشركات التابعة لمؤسسة البترول الكويتية تأسست في 23 يوليو 1963. و في عام 1966 تم العمل في مصنع السماد الكيماوي في منطقة الشعيبة و الذي يعد الأول في منطقة الخليج العربي.

## المشاريع المشتركة
قامت شركة صناعات الكيماويات بعدد من شركات المحاصة و هي:
- إم إي جلوبل (MEGlobal) تأسست عام 2004 كشراكة بين شركة صناعات الكيماويات و شركة داو للكيماويات و تملك الشركة مصنعين للإثيلين جليكول في ألبرتا، كندا، كما تملك حق توزيع 2,800,000 طن من الإثيلين جليكول من مصانع شركة داو للكيماويات و إيكويت و شركة أوبتمال الماليزية.
- إيكويبوليمرس (Equipolymers) و هي شركة محاصة بين شركة صناعات الكيماويات و شركة داو للكيماويات، و تملك الشركة مصنع لإنتاج البولي إثيلين في إيطاليا و وحدتين لإنتاج البولي إثلين في ألمانيا.
- شركة القرين للصناعة الكيماويات البترولية تأسست في نوفمبر 2004 كشركة مساهمة عام تملك شركة صناعة الكيماويات البترولية 10% من أسهمها.
- إيكويت (EQUATE) تأسست عام 1995 و هي مملوكة بنسبة 42.5% لكل من شركة صناعة الكيماويات البترولية و شركة داو للكيماويات و 6% لكل من شركة القرين للصناعة الكيماويات البترولية و شركة بوبيان للبتروكيماويات. و تبلغ قدرة إيكويت الإنتاجية ما يقارب 800,000 طن من الإثيلين و 600,000 طن من البولي إثيلين و 400,000 طن من إثيلين جليكول سنوياً.
- شركة الخليج لصناعة البتروكيماويات تأسست عام 1979 كشراكة بين الكويت و المملكة العربية السعودية و البحرين. و تملك الشركة مصنع لإنتاج الأمونيوم و اليوريا و الميثانول في جزيرةسترة، البحرين.
- شركة الكويت الآروماتية تأسست في يونيو 2004 تقوم بإنتاج المركبات العطرية و مركبات الزيلين. و تملك شركة صناعة الكيماويات البترولية نسبة 80%من الشركة و البقية تملكها شركة القرين للصناعة الكيماويات البترولية.[2]

## وصلات خارجية
- الموقع الرسمي للشركة